# Fly Bird
"Fly Bird" (em português:  Voe Pássaro) é o terceiro single do álbum Journey Home, lançado pelo grupo de freestyle Will to Power em 1991. A música foi lançada apenas na Europa, onde conseguiu moderado sucesso nos Países Baixos, alcançando a posição #60 na parada musical. 

## Faixas
7" Single
| N.º | Título         | Duração |  |
| 1.  | "Fly Bird"     | 5:51    |  |
| 2.  | "It's My Life" | 5:23    |  |

## Posições nas paradas musicais
| Parada musical (1991)      | Melhor posição |
| -------------------------- | -------------- |
| Países Baixos - MegaCharts | 60             |